# Joann Lõssov
Ivan Fyodorovich Lysov (cirílico: Иван Фёдорович Лысов) (Tallinn, 10 de setembro de 1921 – Tallinn, 3 de agosto de 2000) foi um basquetebolista estoniano e soviético que integrou a Seleção Soviética na conquista da Medalha de Prata disputada nos XV Jogos Olímpicos de Verão em 1952 realizados em Helsínquia na Finlândia.